# Thiago Santos
Thiago Santos de Lima (Río de Janeiro, Brasil; 7 de enero de 1984) es un artista marcial mixta brasileño que actualmente compite en la categoría de peso semipesado en Professional Fighters League. Santos compitió en los pesos mediano y semipesado en UFC.

## Carrera en artes marciales mixtas

### Ultimate Fighting Championship
Santos firmó un contrato con UFC. Hizo su debut el 3 de agosto de 2013 en UFC 163 contra el ganador de The Ultimate Fighter: Brazil, Cezar Ferreira. Perdió el combate por sumisión en el primer asalto.
Para su segundo combate con la promoción, Santos se enfrentó a Ronny Markes el 23 de marzo de 2014 en UFC Fight Night: Shogun vs. Henderson 2. Ganó el combate por TKO en el primer asalto.
Santos se enfrentó a Uriah Hall en UFC 175. Perdió el combate por decisión unánime.
Santos se enfrentará a Andy Enz el 30 de enero de 2015 en UFC 183. Ganó el combate por TKO en el primer asalto.
Santos enfrentó a Steve Bossé el 27 de junio de 2015 en UFC Fight Night 70. Ganó el combate por nocaut en el primer asalto. Este combate le valió el premio a la Actuación de la Noche.
Santos se enfrentó a Elias Theodorou el 10 de diciembre de 2015 en UFC Fight Night 80. Ganó el combate por decisión unánime.
Santos se enfrentó a Nate Marquardt el 14 de mayo de 2016 en el UFC 198. Ganó el combate por nocaut en el primer asalto.
Santos peleó contra Gegard Mousasi el 9 de julio de 2016 en el UFC 200, sustituyendo a Derek Brunson por lesión. Perdió el combate por nocaut en el primer asalto.
Santos se enfrentó a Eric Spicely el 24 de septiembre de 2016 en UFC Fight Night 95. Perdió el combate por sumisión en el primer asalto.
Santos se enfrentó a Jack Marshman el 19 de febrero de 2017 en UFC Fight Night 105. Ganó el combate por nocaut técnico en el segundo asalto. Este combate le valió el premio a la Actuación de la Noche.
Santos se enfrentó a Gerald Meerschaert el 8 de julio de 2017 en UFC 213. Ganó el combate por TKO en el segundo asalto.
Santos estuvo brevemente vinculado a una pelea con Michał Materla el 21 de octubre de 2017 en UFC Fight Night 118. Sin embargo, se reveló el 1 de septiembre que Materla había incumplido su acuerdo con el UFC y estaba volviendo a firmar con la promoción regional polaca KSW. A su vez, Santos fue removido de la tarjeta y se enfrentó a Jack Hermansson una semana más tarde en UFC Fight Night 119. Ganó  el combate por nocaut técnico en el primera asaltó.
Santos se enfrentó a Anthony Smith el 3 de febrero de 2018 en UFC Fight Night 125. Ganó el combate por nocaut técnico en el segundo asalto. Este combate le valió el premio a la Pelea de la Noche.
Santos se enfrentó a David Branch el 21 de abril de 2018 en UFC Fight Night 128. Perdió el combate por nocaut en el primer asalto.
Santos enfrentó a Kevin Holland el 4 de agosto de 2018 en el UFC 227. Ganó el combate por decisión unánime.
Santos estaba programado enfrentar a Jimi Manuwa en un combate de peso semipesado el 22 de septiembre de 2018 en UFC Fight Night 137, reemplazando a Glover Teixeira por lesión. Manuwa también se retiraría del combate el 16 de septiembre de 2018 debido a un desgarro en el tendón de la corva y fue reemplazado por Eryk Anders. Ganó el combate por TKO en el tercer asalto. Este combate le valió el premio a la Pelea de la Noche.
Santos se enfrentó a Jimi Manuwa el 8 de diciembre de 2018 en UFC 231. Ganó el combate por KO en el segundo asalto. Este combate le valió el premio a la Actuación de la Noche e igualó el récord de más combates en un año calendario con 5.
Santos se enfrentó a Jan Błachowicz el 23 de febrero de 2019 en UFC Fight Night: Błachowicz vs. Santos. Ganó el combate por TKO en el tercer asalto. Este combate le valió el premio a la Actuación de la Noche.
Santos se enfrentó a Johnny Walker el 2 de octubre de 2021 en UFC Fight Night: Santos vs. Walker. Ganó el combate por decisión unánime.
Thiago Santos enfrentó el 12 de marzo de 2022 al peleador ruso Magomed Ankalaev en UFC Fight Night: Santos vs. Ankalaev. Perdiendo el combate por decisión unánime.

### Professional Fighters League
Después de terminar su contrato con UFC, el 8 de septiembre de 2022 se anunció que Santos había firmpado por Professional Fighters League, y que participaría en la temporada 2023 en la categoría de peso semipesado.
Debutó contra Rob Wilkinson el 1 de abril de 2023 en la PLF 1. Perdió por decisión unánime.
Santos estaba programado para pelear el 8 de junio en PLF 4 contra Mohammad Fakhreddine. El 9 de mayo se anunció que dio positivo en un test de dopaje de la comisión, y fue retirado de la temporada.
Santos se enfrentó a Yoel Romero el 24 de febrero de 2024 en PFL vs. Bellator. Perdió la pelea por decisión unánime.
Santos reemplazó a Sergei Bilostenniy con poca antelación contra Denis Goltsov en PFL 4 el 13 de junio de 2024. Perdió la pelea por nocaut técnico en el primer asalto.

### Global Fight League
El 11 de diciembre de 2024, se anunció que Santos fue fichado por Global Fight League (GFL). Está programado para enfrentar a Devin Clark el 25 de mayo de 2025 en GFL 2.

## Campeonatos y logros
- Ultimate Fighting Championship
  - Actuación de la Noche (cuatro veces)
  - Pelea de la Noche (dos veces)

## Récord en artes marciales mixtas
| Resultado | Récord | Oponente           | Método                            | Evento                                  | Fecha                    | Ronda | Tiempo | Localización              | Notas                                        |
| --------- | ------ | ------------------ | --------------------------------- | --------------------------------------- | ------------------------ | ----- | ------ | ------------------------- | -------------------------------------------- |
| Derrota   | 22-12  | Rob Wilkinson      | Decisión (unánime)                | PFL 1                                   | 1 de abril de 2023       | 3     | 5:00   | Las Vegas, Nevada         |                                              |
| Derrota   | 22-11  | Jamahal Hill       | TKO (puñetazos y codazos)         | UFC on ESPN: Santos vs. Hill            | 6 de agosto de 2022      | 4     | 2:31   | Las Vegas, Nevada         | Pelea de la Noche.                           |
| Derrota   | 22-10  | Magomed Akalaev    | Decisión (unánime)                | UFC Fight Night: Santos vs Ankalaev     | 12 de marzo de 2022      | 5     | 5:00   | Las Vegas, Nevada         |                                              |
| Victoria  | 22–9   | Johnny Walker      | Decisión (unánime)                | UFC Fight Night: Santos vs. Walker      | 2 de octubre de 2021     | 5     | 5:00   | Las Vegas, Nevada         |                                              |
| Derrota   | 21–9   | Aleksandar Rakic   | Decisión (unánime)                | UFC 259                                 | 6 de marzo de 2021       | 3     | 5:00   | Las Vegas, Nevada         |                                              |
| Derrota   | 21–8   | Glover Teixeira    | Sumisión (rear-naked choke)       | UFC on ESPN: Santos vs. Teixeira        | 7 de noviembre de 2020   | 3     | 1:48   | las Vegas, Nevada         |                                              |
| Derrota   | 21–7   | Jon Jones          | Decisión (dividida)               | UFC 239                                 | 6 de julio de 2019       | 5     | 5:00   | Paradise, Nevada          | Por el Campeonato de Peso Semipesado de UFC. |
| Victoria  | 21–6   | Jan Błachowicz     | TKO (golpes)                      | UFC Fight Night: Błachowicz vs. Santos  | 23 de febrero de 2019    | 3     | 0:39   | Praga                     | Actuación de la Noche.                       |
| Victoria  | 20–6   | Jimi Manuwa        | KO (golpes)                       | UFC 231                                 | 8 de diciembre de 2018   | 2     | 0:41   | Toronto, Ontario          | Actuación de la Noche.                       |
| Victoria  | 19–6   | Eryk Anders        | TKO (parada médica)               | UFC Fight Night: Santos vs. Anders      | 22 de septiembre de 2018 | 3     | 5:00   | Sao Paulo, Brasil         | Debut en Peso Semipesado; Pelea de la noche. |
| Victoria  | 18–6   | Kevin Holland      | Decisión (unánime)                | UFC 227                                 | 4 de agosto de 2018      | 3     | 5:00   | Los Ángeles, California   |                                              |
| Derrota   | 17–6   | David Branch       | KO (golpes)                       | UFC Fight Night: Barboza vs. Lee        | 21 de abril de 2018      | 1     | 2:30   | Atlantic City, New Jersey |                                              |
| Victoria  | 17–5   | Anthony Smith      | TKO (patada al cuerpo y golpes)   | UFC Fight Night: Machida vs. Anders     | 3 de febrero de 2018     | 2     | 1:03   | Belém, Brasil             | Pelea de la Noche.                           |
| Victoria  | 16–5   | Jack Hermansson    | TKO (golpes)                      | UFC Fight Night: Brunson vs. Machida    | 28 de octubre de 2017    | 1     | 4:59   | São Paulo, Brasil         |                                              |
| Victoria  | 15–5   | Gerald Meerschaert | TKO (golpes)                      | UFC 213                                 | 8 de julio de 2017       | 2     | 2:04   | Las Vegas, Nevada         |                                              |
| Victoria  | 14–5   | Jack Marshman      | TKO (patada giratoria y golpes)   | UFC Fight Night: Lewis vs. Browne       | 19 de febrero de 2017    | 2     | 2:21   | Halifax, Nueva Escocia    | Actuación de la Noche.                       |
| Derrota   | 13–5   | Eric Spicely       | Sumisión (rear-naked choke)       | UFC Fight Night: Cyborg vs. Lansberg    | 24 de septiembre de 2016 | 1     | 2:58   | Brasília, Brasil          |                                              |
| Derrota   | 13–4   | Gegard Mousasi     | TKO (golpes)                      | UFC 200                                 | 9 de julio de 2016       | 1     | 4:32   | Las Vegas, Nevada         |                                              |
| Victoria  | 13–3   | Nate Marquardt     | KO (golpes)                       | UFC 198                                 | 14 de mayo de 2016       | 1     | 3:39   | Curitiba, Brasil          |                                              |
| Victoria  | 12–3   | Elias Theodorou    | Decisión (unánime)                | UFC Fight Night: Namajunas vs. VanZant  | 10 de diciembre de 2015  | 3     | 5:00   | Las Vegas, Nevada         |                                              |
| Victoria  | 11–3   | Steve Bossé        | KO (patada a la cabeza)           | UFC Fight Night: Machida vs. Romero     | 27 de junio de 2015      | 1     | 0:29   | Hollywood, Florida        | Actuación de la Noche.                       |
| Victoria  | 10–3   | Andy Enz           | TKO (patada al cuerpo y golpes)   | UFC 183                                 | 31 de enero de 2015      | 1     | 1:56   | Las Vegas, Nevada         |                                              |
| Derrota   | 9–3    | Uriah Hall         | Decisión (unánime)                | UFC 175                                 | 5 de julio de 2014       | 3     | 5:00   | Las Vegas, Nevada         |                                              |
| Victoria  | 9–2    | Ronny Markes       | TKO (patada al cuerpo y golpes)   | UFC Fight Night: Shogun vs. Henderson 2 | 23 de marzo de 2014      | 1     | 0:53   | Natal, Brasil             |                                              |
| Derrota   | 8–2    | Cezar Ferreira     | Sumisión (guillotine choke)       | UFC 163                                 | 3 de agosto de 2013      | 1     | 0:41   | Río de Janeiro, Brasil    |                                              |
| Victoria  | 8–1    | Denis Figueira     | TKO (patada a la cabeza y golpes) | Watch Out Combat Show 20                | 27 de julio de 2012      | 1     | N/A    | Río de Janeiro, Brasil    |                                              |
| Derrota   | 7–1    | Vicente Luque      | TKO (golpes)                      | Spartan MMA 2012                        | 28 de abril de 2012      | 1     | N/A    | São Luís                  |                                              |
| Victoria  | 7–0    | Junior Vidal       | TKO (golpes)                      | Watch Out Combat Show 18                | 3 de marzo de 2012       | 1     | N/A    | Río de Janeiro, Brasil    |                                              |
| Victoria  | 6–0    | Eneas Souza        | Sumisión (rear-naked choke)       | Watch Out Combat Show 17                | 27 de diciembre de 2011  | 3     | 2:50   | Río de Janeiro, Brasil    |                                              |
| Victoria  | 5–0    | Marcos Viggiani    | Decisión (unánime)                | Spartan MMA 2011                        | 26 de noviembre de 2011  | 3     | 5:00   | Río de Janeiro, Brasil    |                                              |
| Victoria  | 4–0    | Rafael Braga       | TKO (golpes)                      | Explosion Fight                         | 13 de agosto de 2011     | 1     | N/A    | Río de Janeiro, Brasil    |                                              |
| Victoria  | 3–0    | Mauricio Chueke    | Decisión (unánime)                | Watch Out Combat Show 14                | 23 de julio de 2011      | 3     | 5:00   | Río de Janeiro, Brasil    |                                              |
| Victoria  | 2–0    | Gabriel Barreiro   | TKO (retiro)                      | Senna Fight                             | 16 de abril de 2011      | 2     | 1:53   | Río de Janeiro, Brasil    |                                              |
| Victoria  | 1–0    | Guilherme Benedito | Decisión (unánime)                | Watch Out Combat Show 10                | 10 de octubre de 2010    | 3     | 5:00   | Río de Janeiro, Brasil    |                                              |